# Guilherme Marques
Pour les articles homonymes, voir Marques (homonymie).
Guilherme Marques, né le 26 juin 1971 à Juiz de Fora (Minas Gerais), est un joueur de beach volley brésilien, champion du monde de la discipline.

## Palmarès
- Championnats du monde de beach volley
  -  Médaille d'or en 1997 à Los Angeles avec Rogerio Ferreira
  -  Médaille de bronze en 1999 à Marseille avec Rogerio Ferreira